# Ali Mazari
 (septembre 2021).
Pour les articles homonymes, voir Mazari.
Ali Mazari (en arabe : علي مازاري) est un footballeur algérien né le 8 février 1985 à Oran. Il évoluait au poste d'arrière droit.

## Biographie
Il évolue en première division algérienne avec les clubs, du NA Hussein Dey et de l'ASM Oran. Il dispute 39 matchs en Ligue 1.

## Palmarès
NA Hussein Dey
- Championnat d'Algérie D2 :
  - Vice-champion : 2010-11.